# 四方章人
四方 章人（よも あきと、1943年11月14日（81歳） - ）は、岩手県出身の作曲家・作詞家である。

## 略歴
1943年生まれ、岩手県水沢市出身。音楽での立身を思い上京し、ビクターレコードの歌手オーディションに合格、猪俣公章の門下生になり、作曲を始める。その後、歌手としては売れなかったが、1973年に作曲した三善英史「遠い灯り」、1980年に作詞作曲した田辺靖雄ほかの「おれでよければ」、1984年に発売された木村友衛ほかの「浪花節だよ人生は」（作曲を担当）などがヒットした。

## 役職
- 日本音楽作家団体協議会：2006年4月に理事に就任[4]、2020年12月現在は常務理事[5]。
- 日本音楽著作権協会：2007年10月に監事に就任[3]、2014年6月に理事に就任[3]、2018年6月に理事を退任[6]。
- 日本作曲家協会：2011年6月に常務理事に就任[3]。
- 日本音楽著作家連合：2016年6月に会長に就任[7]。

## 提供作品
- 石原詢子「恋岬」「桟橋」「港ひとり」「女の花舞台」（作曲）
- 丘みどり

「おけさ渡り鳥」（作曲）
「しあわせ結び」（作曲）
「花ちゃん丸」（作曲）
「風鈴恋唄」（作曲）
「色は匂えど」（作曲）
「北国、海岸線」（作曲）
「いのちの華」（作曲）
- 鏡五郎「なみだ川」（作曲）
- 春日八郎「恋の長崎雨の街」
- 北原ミレイ「新宿海峡」（作曲）
- 木村友衛ほか「浪花節だよ人生は」（作曲）
- 小金沢昇司「明日の風」（作曲）
- 小林幸子「夫婦しぐれ」（作曲）
- 坂本冬美「さよなら小町」（作曲）
- 島津ゆたか「俺でよければ」（作詞・作曲）
- 城之内早苗「雪ふりやまず」（作曲）
- 田川寿美「雨の連絡船」（作曲）
- 天童よしみ「妻恋酒」（作曲）
- 永井裕子「愛のさくら記念日」（作曲）

「みちのく雪列車」（作曲）
「哀愁桟橋」（作曲）
「菜の花情歌」（作曲）
「片恋しぐれ町」（作曲）
「旅路の女」（作曲）
「さすらい海峡」（作曲）
「山鳩の啼く町」（作曲）
「雪港」（作曲）
「石見路ひとり」（作曲）
「和江の舟唄」（作曲）
「男の情歌」（作曲）
「望郷岬/金目の大将」（作曲）
「はぐれ雲/夜泣酒」（作曲）
「北陸本線冬の旅/明日に咲け」（作曲）
「郡上八幡おんな町/祭り女の渡り鳥」（作曲）
「雪國ひとり/雨夜譚～渋沢伝～」（作曲）
「音信川/越前泣き岬」（作曲）
「飛鳥川/酒場ワルツ」（作曲）
- 真木ことみ「陽だまり」（作曲）
- 松山恵子「湯の花情話」（作曲）
- 三善英史「遠い灯り」（作曲）
- 半田浩二「日暮里挽歌」「横濱・ハイカラ酒場」「かすみ草咲く頃に」「三ノ輪橋」（作曲）
- 藤原浩「迷い月」（作曲）
- 福田こうへい「南部蝉しぐれ」（作曲）
- 村上幸子「酒場すずめ」（作曲）
- 山川豊「面影本線」（作曲）
- 山口瑠美「名残り月」「母便り」「北しぐれ」「幸せ一歩」「雨の錦帯橋」「花の夜」「夕顔の坂」「行合橋」（作曲）
- 若山かずさ「白牡丹」（作曲）
- オリジナル曲「美幌峠」作詞・若山かほる 作曲・四万章人

## 主な作品
主な作品として資料より、各賞受賞作を中心にピックアップした。（順不同。なお特記の無い限り作曲を担当）
- 「浪花節だよ人生は」 歌:木村友衛ほか計16名の競作。第4回JASRAC賞 受賞曲[8]。細川たかしが本曲歌唱で第26回日本レコード大賞 最優秀歌唱賞を受賞[9]。
- 「おれでよければ」 作詞作曲。歌:田辺靖雄ほか計6名の競作。
- 「酒場すずめ」 歌:村上幸子。第5回古賀賞 受賞曲[1]。
- 「人生みちづれ」 歌:天童よしみ。第43回日本作詩大賞 受賞曲[10]。日本レコード協会よりゴールドディスクに認定[11]。
- 「南部蝉しぐれ」 歌:福田こうへい。第46回日本有線大賞新人賞 受賞曲[12]。2013年度藤田まさと賞特別賞 受賞曲[13]。日本レコード協会よりプラチナディスクに認定[14]。
- 「峠越え」 歌:福田こうへい。日本レコード協会よりゴールドディスクに認定[14]。
- 「天竜流し」 歌:福田こうへい。第51回日本作詩大賞 受賞曲[15]。
- 「おもかげ運河」歌:森進一　（2024年）

## テレビ出演
- 平成歌謡塾（2006年9月 - 2010年9月、塾長代理[1][16]）
- 新・平成歌謡塾（BS朝日、2010年10月 - 2012年3月、塾長代理[1][16]）
- チバテレビカラオケ大賞21（チバテレ、ゲスト審査員[1]）
- カラオケトライアル（チバテレ、審査委員長[1]）